# جوناثان أيكونيه
نانيتامو جوناثان أيكونيه: (بالفرنسية: Jonathan Ikoné)‏ (ولد في 2 مايو 1998) هو لاعب كرة قدم فرنسي يلعب كمهاجم لنادي ليل في الدوري الفرنسي الدرجة الأولى.

## روابط خارجية
- جوناثان أيكونيه على موقع الاتحاد الأوربي (الإنجليزية)
- جوناثان أيكونيه على موقع إي إس بي إن إف سي (الإنجليزية)
- جوناثان أيكونيه على موقع قاعدة بيانات كرة القدم.إي يو (الإنجليزية)
- جوناثان أيكونيه على موقع ليكيب (الفرنسية)
- جوناثان أيكونيه على موقع ناشيونال فوتبول تيمز (الإنجليزية)
- جوناثان أيكونيه على موقع Soccerbase.com (لاعب) (الإنجليزية)
- جوناثان أيكونيه على موقع Soccerway.com (الإنجليزية)
- جوناثان أيكونيه على موقع عالم كرة القدم.نت (الإنجليزية)
- جوناثان أيكونيه على موقع AS.com (الإسبانية)